# 통영 한산도 이충무공 유적
통영 한산도 이충무공 유적(統營 閑山島 李忠武公 遺蹟)은 대한민국 임진왜란 때 왜군을 물리치고 나라를 구한 충무공 이순신 장군의 자취가 남아 있는 곳이다. 1963년 1월 21일 대한민국의 사적 제113호 '한산도이충무공유적'으로 지정되었으나, 2011년 현재의 명칭으로 변경되었다.

## 개요
제승당은 경남 통영시 한산면 두억리 875번지에 위치한 사적 제113호이다. 경 내의 면적은 600,871m2이며, 건물은 28동, 건평 1,602m2이며, 통영시에서 직선으로 6.7km 떨어진 한산섬에 위치하고 있다. 섬이기 때문에 배가 유일한 접근 수단이며, 통영에서 25분이 소요된다. 거제도에서는 배를 타고, 추봉도를 통해 접근할 수 있다.
1592년 선조 25년 임진왜란이 발발한 이후 이순신은 한산대첩을 통해 바다의 제해권을 구축하였다. 그 후 제승당을 짓고, 1593년 선조 26년부터 1597년 정유재란 당시 원균의 참패로 소실된 선조 30년까지 4년간 삼도수군통제영의 본영으로 삼아 제해권을 장악하면서 국난을 극복하는데 기여한 유서깊은 사적지이다. 선조 30년 1597년에 폐진이 되었다가 142년 후인 1739년 영조 15년에 통제사 조경이 중건하고, 유허비를 세웠다.
1959년 정부가 사적 제113호로 지정하여 여러 차례 보수를 거듭해 왔다. 1975년 정부는 영역을 확장하여 보수를 하여 오늘날의 모습을 갖추게 되었다. 1979년에는 한산대첩비를 건립하였다.

## 시설
제승당에는 이순신의 영정을 안치한 영당을 비롯하여, 유허비, 그리고 많은 송덕비와 사정, 수루 등 부속 시설이 말끔히 단장되어 있어 주변의 수려한 경관과 더불어 당시 조선 수군 본영의 면모 추측해 볼 수 있다.
입구인 《한산문》을 들어가면, 관리사무소와 휴게소가 있으며, 《수호사》와 《대첩문》을 거쳐 제승당이 있는 건물로 들어갈 수 있다.

### 제승당
제승당(制勝堂, Jesung-dang)은 대한민국 경상남도 통영시 한산면 한산도에 건물로, 임진왜란 때 이순신 장군이 삼도 수군을 지휘하던 곳이다. 현재의 건물은 1976년 10월에 중건한 것이며, 이충무공의 전적을 그린 다섯 폭의 벽화가 있다.
계단을 따라 올라 충무문을 들어서면 정면에 보이는 건물이 제승당이며, 내부에는 영당과 충무공의 해전(노량해전, 사천해전, 한산대첩)과 《진중생활도》를 그린 다섯 폭의 해전도와 현자총통, 지자총통, 작은 거북선의 모형이 전시되어 있다.

### 행적비
행적비는 제승당과 충무사 중간에 있으며, 이 충무공의 후손으로서 통제사, 부사 등을 역임한 분들의 선행을 기념하여 세운 비이다. 좌우 각각 네 개의 기둥을 세워 기와를 얹고 세 개의 비석을 풍우가 침범하지 못하도록 만든 건물이다.

#### 수루
원래 이 건물은 적의 동정을 관측하는 망루로 고증에 의해서 현 위치에 옮겨졌다. 영조 때 김천택의 《청구영언》에 실린 이순신 장군의 〈진중시〉의 배경으로 더욱 유명한 곳이다.
한산섬 달 밝은 밤에 
수루에 혼자 앉아

큰 칼 옆에 차고 깊은 시름하는 적에

어디서 일성호가는 남의 애를 끊나니

— 이순신, 《청구영언》, 40px

閑山島明月夜

上戍樓撫大刀

深愁時何處

一聲羌笛更添愁

#### 한산정
한산정은 이순신 장군이 활을 쏘던 곳이며 사정과 표적과의 거리는 145m이다. 그 당시에는 조정에서만 과거를 보아 왔으나 장군이 장계를 올려 처음으로 이곳에서 무과시험을 치른 곳으로 100여명이 급제한 곳이기도 하다. 과녁은 바다를 끼고 "ㄷ자" 형태의 건너 편에 위치해 있다. 바다 건너에 과녁이 있는 곳은 전국에서 유일한 곳이다.

#### 충무사
내삼문을 지나서 유허비가 있는 공간을 지나면 맨 안쪽으로 위치한 충무사가 나온다. 이 시당은 이순신 장군의 영정을 모신 곳이며, 원래 조그만 사당을 헐고 1976년 10월 본 사당을 건립하였고, 매년 2회에 제향을 올리고 있다. 이 영정은 1978년 정형모 화백의 그림을 봉인한 것이다.

#### 유허비
제승당과 충무사 중간에 위치한 비로서 외삼문을 지나면 정화기념비와 유허비가 있다. 유허비는 1597년 선조 30년 폐진된 제승당을 1739년 제107대 통제사 조경이 다시 세우면서 충무공을 기리고, 제승당터임을 알리기 위해 이 비를 세웠다. 오른쪽의 비는 138년 후 198대 통제사 이규석이 다시 세운 비이다. 유허비는 하나의 비를 중심으로 네 개의 기둥을 세우고 그 위에 기와를 얹었다.

### 한산대첩기념비
1592년 7월 8일 조선 수군은 견내량에서 73척의 배 중 12척을 사로잡고, 47척을 불태운 대승을 거두었다. 이것을 한산대첩이라고 부르며, 이를 기념하기 위해 1978년에서 1979년까지 국비를 투입하여 문어포 산정에 거북선을 대좌로한 높이 20m의 《한산대첩기념비》를 건립하였다.

### 거북등대
제승당 입구 바다 암초 위에 세워져 있으며, 1963년 12월에 세운 것으로 한산대첩지가 이곳임을 알리기 위해 세워졌다. 또한 이곳을 지나는 선박들의 등대로 역할을 하고 있을지도.

## 같이 보기
- 이순신
- 한산도 대첩
- 한산도